# Antilhas Neerlandesas nos Jogos Olímpicos de Verão de 1972
As Antilhas Neerlandesas participaram dos Jogos Olímpicos de Verão de 1972 em Munique, Alemanha Ocidental.
Apesar de participarem, o país não conquistou medalhas.